# Władysław Kosiniak-Kamysz

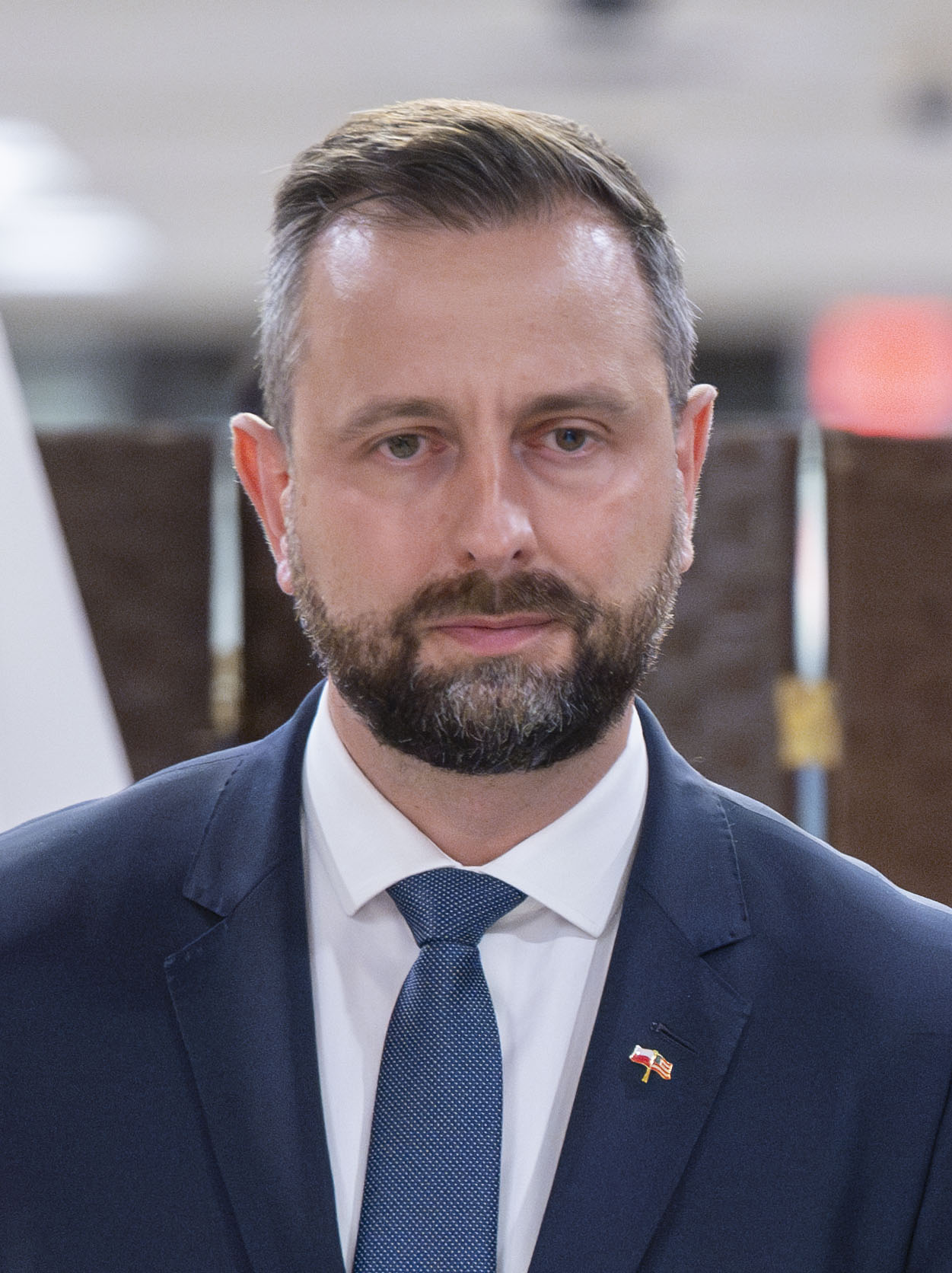
Władysław Kosiniak-Kamysz (2024)

Władysław Marcin Kosiniak-Kamysz (Ausspracheⓘ; * 10. August 1981 in Krakau) ist ein polnischer Arzt, Politiker und seit dem 13. Dezember 2023 Verteidigungsminister der Republik Polen. Seit 2015 ist er Vorsitzender der Polnischen Volkspartei (PSL). 2011 bis 2015 war er in den Regierungen von Donald Tusk und Ewa Kopacz Minister für Arbeit und Soziales.

## Leben
Władysław Kosiniak-Kamysz ist der Sohn des ehemaligen polnischen Gesundheitsministers Andrzej Kosiniak-Kamysz. Er absolvierte bis 2006 ein Medizinstudium am Collegium Medicum der Jagiellonen-Universität. Dort wurde er Assistent am Lehrstuhl für Innere Medizin und Landmedizin und promovierte im Jahr 2010.
Bei den Regionalwahlen 2010 erhielt Kosiniak-Kamysz 763 Stimmen. Da Jacek Majchrowski zum Stadtpräsidenten Krakaus ernannt wurde, konnte er dessen Sitz im Rat der Stadt Krakau einnehmen.
Am 18. August 2011 wurde er im Kabinett Tusk II Minister für Arbeit und Soziales. Dieses Amt behielt er auch im Kabinett Kopacz, dessen Amtszeit am 16. November 2015 endete.
Bei den Parlamentswahlen im Herbst 2015 verlor die PSL zusammen mit der Bürgerplattform ihre Regierungsmehrheit und war seitdem in der Opposition. Aufgrund des schlechten Wahlergebnisses und weil er selbst kein Mandat erlangte, trat der damalige Parteivorsitzende Janusz Piechociński zurück. Kosiniak-Kamysz wurde am 7. November 2015 sein Nachfolger.
Kosiniak-Kamysz ist verheiratet in zweiter Ehe.
Er nahm an den Präsidentschaftswahlen am 28. Juni 2020 teil und erhielt 2,36 % der Wählerstimmen, was ihm den 5. Platz von 11 Kandidaten gab.